# Mišljenje Europske unije
Mišljenje Europske unije, vrsta pravnog akta Europske unije. Kao takvim, ostvaruju se njime ciljevi utvrđeni ugovorima EU-a. Instrument je kojim se institucijama omogućuje dati neobvezujuću izjavu bez nametanja ikakve pravne obveze onima kojima je upućeno. Mišljenje nije obvezujuće. Mogu ga izdati glavne institucije EU-a (Komisija, Vijeće, Parlament), Odbor regija te Europski gospodarski i socijalni odbor. Tijekom izrade zakonodavstva odbori daju mišljenje sa svog specifičnog regionalnog ili gospodarskog i socijalnog stajališta.